# GR 8
GR 8 (conosciuta anche come UGC 8091) è una galassia nana irregolare (ImV), situata nella costellazione della Vergine, ricca di gas.
Nel 1995, Tolstoy et al. ne hanno stimato la distanza dalla Terra (con la correzione del satellite Hipparcos nel 1997) in circa 7,9 milioni di anni luce. Peraltro non vi è ancora accordo sul fatto se sia o meno un membro del Gruppo Locale. GR 8 fu scoperta all'Osservatorio Lick verso la fine degli anni 40 dello scorso secolo utilizzando un astrografo da 20 pollici.

## Collegamenti esterni

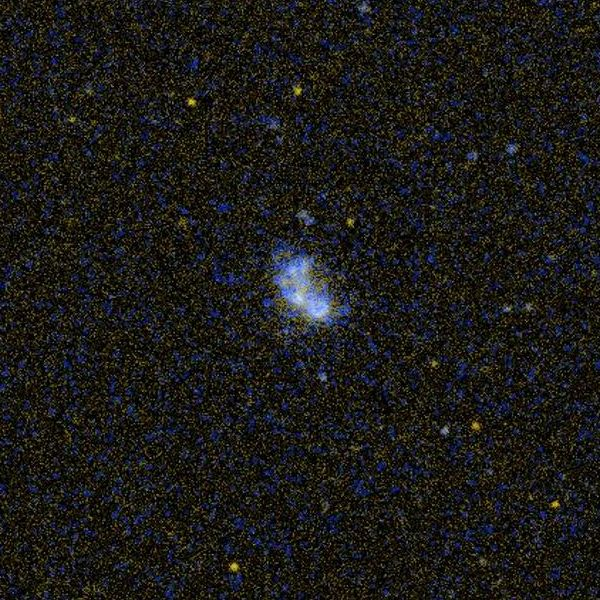
GR 8 all'ultravioletto (GALEX)